# Portfolio
Portfolio — дебютный студийный альбом американской певицы Грейс Джонс, выпущенный в 1977 году на лейбле Island Records.

## История создания
На волне достижений в модельной карьере мисс Джонс со скромным успехом выпускала отдельные синглы в 1975-76 годах, но более широкого признания добилась именно с выходом Portfolio в 1977 году.
Пластинка была записана и сведена в студии Sigma Sound Studios в Филадельфии под руководством известного продюсера диско Тома Молтона. Два последующих альбома также выйдут при его непосредственном участии в работе над ними.
Сторона А содержит каверы на песни из популярных в то время бродвейских мюзиклов. Вторая часть диска открывается ставшей культовой перепевкой «La Vie en rose» Эдит Пиаф, и продолжается тремя оригинальными песнями, в каждой из которых Грейс выступила в качестве соавтора.
Portfolio не покорил чартов, но отразил цельность художественной натуры мисс Джонс — предсказуемо непредсказуемого слияния мира моды и музыки, панк-чувствительности с диско.

## Список композиций
| №  | Название              | Автор(ы)                     | Длительность |
| -- | --------------------- | ---------------------------- | ------------ |
| 1. | «Send In the Clowns»  | Стивен Сондхайм              | 7:33         |
| 2. | «What I Did for Love» | Марвин Хэмлиш, Эдвард Клебан | 5:15         |
| 3. | «Tomorrow»            | Мартин Чарнин, Чарльз Страус | 5:48         |

| №  | Название             | Автор(ы)                        | Длительность |
| -- | -------------------- | ------------------------------- | ------------ |
| 1. | «La Vie en rose»     | Эдит Пиаф, Луи Гульельми        | 7:27         |
| 2. | «Sorry»              | Грейс Джонс, Пьер Пападиамандис | 3:58         |
| 3. | «That’s the Trouble» | Грейс Джонс, Пьер Пападиамандис | 3:36         |
| 4. | «I need a Man»       | Пол Слейд, Пьер Пападиамандис   | 3:22         |

## Участники записи
- Грейс Джонс — ведущий вокал

| Музыканты: - Бобби Эли — гитары - Клифф Моррис — гитары - Лэнс Куинн — гитары - Уилбур Баскомб — бас-гитара - Карлтон «Коттон» Кент — клавишные, фортепиано - Рон Керси — родес-пиано - Дон Ренальдо — струнные, духовые - Винсент Монтана мл. — аранжировка, дирижирование, вибрафон - Дюк Уильямс — аранжировка - Мото — бубны - Ларри Вашингтон — конга - Аллан Шварцберг — ударные | Музыканты: - Sweethearts of Sigma: - Барбара Ингрэм — бэк-вокал - Карла Бенсон — бэк-вокал - Карла Бенсон — бэк-вокал Технический персонал: - Том Молтон — музыкальный продюсер - Джей Марк — инженер по записи и микшированию - Хосе Родригес — мастеринг-инженер - Артур Стоппе — инженер по записи и микшированию - Ричард Бернштейн — разработка концепции дизайна, графического и художественного оформления альбома - Фрэнсис Джаг — фотографии - Антонио Лопес — фотографии |

## Позиции в хит-парадах и сертификации
Еженедельные чарты
| Год       | Хит-парад                                  | Высшая позиция | Пребывание в чарте |
| --------- | ------------------------------------------ | -------------- | ------------------ |
| 1977—1978 | Австралия (Kent Music Report)              | 27             | нет данных         |
| 1977—1978 | Италия (Musica e dischi)                   | 9              | 13 недель          |
| 1977—1978 | США (Billboard Soul charts)                | 52             | 5 недель           |
| 1977—1978 | США (Billboard Top LPs & Tape)             | 109            | 20 недель          |
| 1977—1978 | Швеция (Topplistan)                        | 22             | 3 недели           |
|           |                                            |                |                    |
| 1983      | Нидерланды (Nationale Hitparade LP Top 50) | 8              | 8 недель           |